# 弗朗西斯科·德安德拉德
弗朗西斯科·德安德拉德（葡萄牙語：Francisco de Andrade，1923年7月15日—？），葡萄牙男子帆船运动员。他曾代表葡萄牙参加1952年夏季奥林匹克运动会帆船比赛，联同若阿金·菲乌萨获得一枚铜牌。